# NGC 1167
NGC 1167 (również PGC 11425 lub UGC 2487) – galaktyka soczewkowata (S0), znajdująca się w gwiazdozbiorze Perseusza. Odkrył ją William Herschel 13 września 1784 roku. Jest to galaktyka z aktywnym jądrem typu LINER.